# ثورة الموضة

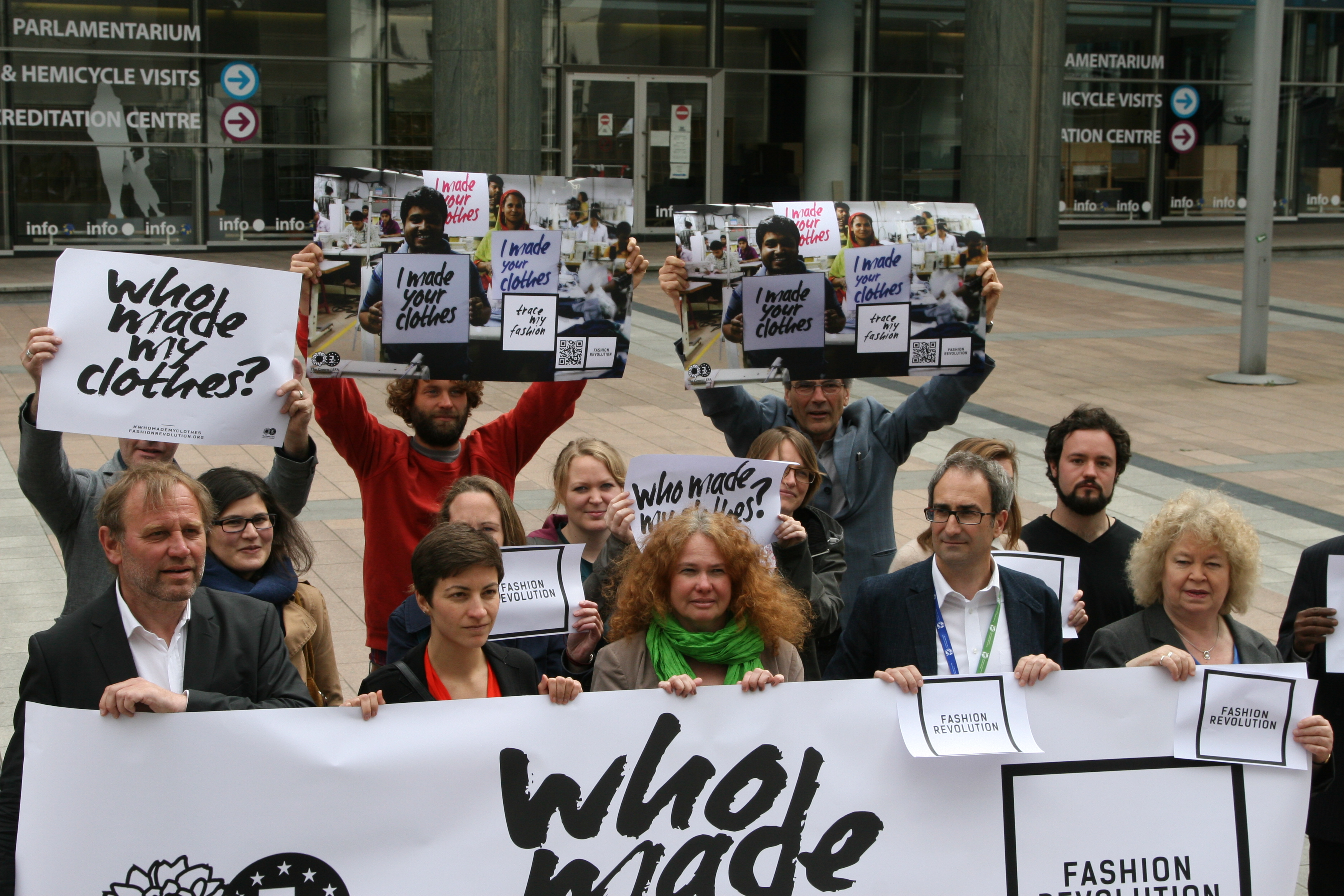

ثورة الموضة (بالإنجليزية: Fashion revolution)‏ هي حركة عالمية غير هادفة للربح تمثلها مؤسسة ثورة الموضة وشركة ثورة الموضة بالتعاون مع العديد من الفرق في أكثر من مئة دولة حول العالم. طالبت ثورة الموضة بإصلاحات متعددة في مجال صناعة الموضة مع التركيز على المزيد من الشفافية وتوضيح خطوات صناعة الملابس من التصنيع إلى التوزيع. بدءًا من عام 2013، تحدد يوم 24 أبريل ذكرى انطلاق الثورة إذ تزامنت مع ذكرى انهيار مبنى رنا بلازا في بنغلاديش ما اعتُبر حدثًا مهمًا تنطلق معه العديد من الفعاليات سنويًا. بين عامي 2014 و2020، توسعت دائرة الجماهير لتشمل الملايين من الغاضبين الباحثين عن إجابة من أصحاب العلامات التجارية عن العديد من الأسئلة وأهمها: «من صَنع ملابسي؟» إذ أصبح هو الموضوع المُتداول عبر منصات التواصل الاجتماعي وخصوصًا على تويتر إذ تصدر هاشتاغ الحملة المرتبة الأولى في المواضيع الأكثر انتشارًا. أطلقت هذه الحملة العديد من المنشورات عبر الإنترنت للعامة لأسباب تثقيفية. سنة 2015 بدأت حملة جديدة بهاشتاغ يُشجع على عدم شراء المزيد من الملابس ونشر المشاركون مقاطع فيديو تشجع الأفراد على الابتكار والتجديد باستعمال ملابسهم القديمة لتقليل الاحتياج إلى شراء المزيد منها. واجه المشاركون الكثير من الانتقادات خصوصًا بشأن دليل الشفافية الذي طالب شركات صناعة الموضة بإيضاح مراحل خط العمل والإنتاج.

## التاريخ
أسست كاري سومرز وأورسلا دي كاسترو -الخبيرتان في صناعة الموضة مدة عشرين عامًا- ثورة الموضة سنة 2013 ردًا على كارثة انهيار مبنى رانا بلازا في بنغلاديش. اتسم خط الموضة الخاص بكاري سومرز «باتشاكيوتي» بالشفافية من طريق إيضاح مراحل التصنيع للعامة، أما أورسلا فقد أطلقت خطًا لإعادة تصنيع الملابس المُستعملة استمر من 1997 حتى 2014. صُممت ثورة الموضة منبرًا للأكاديميين والمُصممين والكُتاب وتُجار التجزئة ورجال الأعمال لتشجيع العامة على كسر حاجز الصمت واتخاذ موقف صارم تجاه صناعة الموضة. استمدت المؤسسة تمويلها من بعض المنظمات الخاصة ومِنَح المؤسسات والشركات التجارية فضلًا عن العديد من التبرعات العامة. وأطلقت كاسترو وسومرز هاشتاغ «من صنعَ ملابسي؟» سنة 2014.

## ذكرى يوم الموضة/أسبوع الموضة
اتُخذ 24 أبريل يومًا لثورة الموضة، ففي نفس اليوم سنة 2013 انهار مبنى رنا بلازا في بنغلاديش، وسبب الكثير من الخسائر البشرية والمادية إذ بلغ عدد القتلى أكثر من 1100 قتيل و2500 جريح، ما جعل هذه الحادثة سببًا في قيام الثورة. سنة 2016، استمر إحياء الذكرى أسبوعًا كاملًا. ركز يوم الموضة أيضًا على الأوضاع المتدهورة واستغلال الشركات الكبرى للعمال في مجال الموضة. هدف الحركة الأساسي هو تغيير ما يتعلق بالملابس من مصادر وإنتاج وطريقة دفع.
تم إحياء هذه الذكرى للمرة الأولى في 24 أبريل 2014. تصدر وقتها الهاشتاغ الخاص بالثورة المواضيع الأكثر انتشارًا على تويتر.
أما في الذكرى الثانية فقد توسعت الجماهير وسجلت الإحصائيات 16 مليار تفاعل مع القضية إذ شارك 36 مليون شخص من 76 دولة حول العالم، واحتل الهاشتاغ المرتبة الأولى في قائمة المواضيع الأكثر انتشارًا، وشاهد 6.5 مليون شخص مقطع الفيديو «تجربة شراء قميص ثمنه 2 يورو» الذي حصل على جائزة كان للإبداع.
استمرت الذكرى الثالثة أسبوعًا كاملًا 18-24 أبريل 2016 بمشاركة 90 دولة. بدأت الفعاليات في قصر وستمنستر في بريطانيا وأُطلِقت النسخة الأولى من دليل الشفافية إذ أفصحت 40 شركة كُبرى عن المعلومات المتعلقة بالأضرار البيئية الناتجة عن إدارتها للمصانع ومراحل الصناعة. سأل 70 ألف شخص حول العالم العلامات التجارية تحت هاشتاغ «من صنع ملابسي؟» وتفاعل مع هذه المنشورات 156 مليون شخص على منصات التواصل الاجتماعي. أجابت كل من شركات جي ستار رو وأمريكان أبيرال وفات فيس وبودِن وماسيمو دوتي وزارا ووير هاوس بصور توضح مراحل صناعة منتجاتهم تحت هاشتاغ «أنا صنعت ملابسك». شوهدت مقالات ثورة الموضة 22 مليار مرة في أبريل 2016. في 26 أكتوبر 2016، حصل مقطع الفيديو الخاص بالحملة «تجربة شراء قميص بتكلفة 2 يورو» على المركز السابع في حملات العلاقات العامة العالمية خلال حفل جوائز سيبر العالمي. حصد المقطع 7.5 مليون مشاهدة.
في السنة الرابعة استمر أسبوع الثورة 24-30 أبريل 2017، أُطلقَت فيه الطبعة الثانية من الدليل وأُدرِج فيه المزيد من الحقائق عن الشركات. حضر هذه الفعاليات 66 ألف شخصٍ حول العالم في 100 موقع وتفاعل 530 مليون شخص مع الحملة عبر مواقع التواصل الاجتماعي، واستجابت 2000 شركة تحت هاشتاغ «أنا صنعت ملابسك».
استمر اسبوع الموضة في عامه الخامس 2018 من 23 حتى 29 أبريل. شمل أكثر من ألف فعالية حول العالم، من ضمنها «ستوديو الموضة المفتوح» و«وقت أسئلة الموضة» في مجلس البرلمان في المملكة المتحدة. نُشِرَت الطبعة الثالثة من دليل الشفافية في نفس العام، صُنِفَت فيه 150 شركة حسب إعلانهم عن طرق وأساليب وسياسة العمل الخاصة بهم وكذلك تأثيرها في المجتمع والبيئة.
استمر أسبوع ثورة الموضة خلال عامي 2019 و2020 بإطلاق الفعاليات ونشر أهداف الثورة المتعلقة بالبيئة والسياسة والشفافية وأُدرجت المزيد من الشركات العالمية ضمن الدليل. انطلق الهاشتاغ الأحدث سنة 2020 بعنوان «مِم صُنعَت ملابسي؟» بالتعاون مع حركة «بعثة» النسوية المختصة بالإبحار حول العالم لدراسة التلوث البيئي في المحيطات بسبب المواد الكيميائية والبلاستيكية.

## الفعاليات
عُقِدت مئات المؤتمرات في أثناء أسبوع ثورة الموضة حول العالم شملت مقالات متعددة حول أخلاقيات شركات صناعة الموضة وشفافيتها وصدقها.

### عام 2014
- 12 مايو: مناقشة مُشتركة في برلمان المملكة المتحدة.[33][34]

### عام 2015
- 26 فبراير: مُناقشة «وقت أسئلة الموضة» في مجلس عموم المملكة المتحدة بحضور أعضاء المجلس ماري كريغ وليلي كول وجيني هولدكروفت ومُشرفة رابطة الصناعة العالمية كاتارينا ميدبي وجمعية الإصلاح المُجتمعي ومُدير شركة إتش آند إم ديليس ويليامز وجمعية إصلاح الموضة وعضو البرلمان الأسكتلندي أنس سروار.[35][36]
- 29 يونيو: أخلاقيات الموضة: تجديد فكرة الشفافية في برلمان المملكة المتحدة.[37]
- 2 ديسمبر: مناقشة مُشتركة وإصدار إرشادات بعنوان «حان وقت ثورة الموضة» متعلقة بمبدأ الشفافية، انطلقت في بروكسل.[27]

### عام 2016
- 18 أبريل: مُساءلة في البرلمان البريطاني.

### عام 2017
- 23 مارس: الطرح القانوني الأول لثورة الموضة في كيب تاون.[38]
- 24 أبريل: مُساءلة في البرلمان البريطاني.[38]
- إطلاق عدد من الفعاليات في لندن ونيويورك وأثينا ولوس أنجلس وجاكارتا.[39]
- تعاون شركة أفري دينيسون مع ثورة الموضة لإنتاج شعارات خاصة بالشركات العالمية مصنوعة بنسبة 90% من الخيوط المُعاد تصنيعها.

●     نشر مشروع إدامة الملابس بالتعاون مع شركة إيه إي جي للإلكترونيات إضافةً إلى عدة مقاطع فيديو تتحدث عن الإنتاج بالجملة والاستهلاك ومشكلة التلوث الناتج من طرق التخلص من النفايات.

### عام 2018
6 نوفمبر: عرض فيلم «مَن صنع ملابسي؟» الخاص بالحملة من إخراج إم جي ديلاني وإنتاج وكالة فوتيرا، الذي كُرم لاحقًا بجائزة أفضل فيلم في مهرجان ميلان السنوي الخاص بالموضة.

### عام 2019
●    24 أبريل: انطلاق ثورة الموضة في لاو.
●    انطلاق ثورة الموضة في كينيا
●    27 أبريل: انطلاق فعالية الإصلاح بمشاركة عدد من المختصين في الموضة والخريجين والناشطين المدنيين للتحدث عن العدالة العِرقية ومسؤولية التزويد والصيانة والنزاهة في مجال تصميم الموضة.

### عام 2020
- 24 أبريل: إطلاق فعالية «وقت أسئلة الموضة» مباشرةً على منصة يوتيوب لمناقشة المواضيع المُتداولة المتعلقة بالاستهلاك بالجملة.
- انطلاق ستوديو الموضة الحي للتركيز على القضايا المهمة عالميًا عبر منصات الإنترنت، التزامًا بأوامر منظمات الصحة العالمية بسبب تفشي وباء فيروس كورونا.[43][43]

## الهاشتاغات المتداولة
#من صَنع ملابسي؟
أطلقت مؤسستا الحملة كاري سومرز وأورسلا دي كاسترو هاشتاغ «من صَنع ملابسي؟» عام 2014. سنة 2018 أصبح الموضوع الأكثر تداولًا على تويتر بما يُقارب 100 مليون تفاعل من طريق تغريدات وتعليق وإعجاب وإعادة تغريد. انتشرت الحملة انتشارًا واسعًا على مواقع التواصل الاجتماعي متضمنةً إنستغرام إذ بلغ عدد المنشورات 170 ألفًا، هدف المنشورات الأساسي توعية المُستهلكين بشأن عمليات الشراء واختيار شركات صناعة الملابس الأنسب، وزيادة الوعي الإنساني والأخلاقي فيما يتعلق بمجال صناعة الموضة. شارك العديد من عُمّال الخياطة في المصانع حول العالم بالتفاعل مع هاشتاغ «أنا صنعتُ ملابسك».
بدأت الحملة عبر مواقع التواصل الاجتماعي من إنجلترا وانتشرت لتشمل المزيد من المُدن. ثُلث التغريدات التي انتشرت عبر تويتر كانت من سُكان إنجلترا أما إحصائيات المناطق المتفاعلة مع الحملة فقد شملت المملكة المتحدة في المرتبة الأولى تليها الولايات المتحدة ثم ألمانيا وكندا وفرنسا. تفاعل المشاهير أيضًا مع الحملة من ضمنهم الممثلة إيما واتسون وكيلي سليتر وفيرناندا بيز-ليم لدعم القضية على تويتر.
استخدمت الحملة منصة يوتيوب بهدف نشر الوعي. لتعزيز انتشار الهاشتاغ الخاص بالحملة سنة 2015، أطلقت ثورة الموضة مقطع فيديو بعنوان «تجربة شراء قميص بتكلفة 2 يورو». يحتوي المقطع على آلة بيع مختصة بالملابس مقابل 2 يورو فقط، عندما يود شخص ما الشراء تعرض الشاشة مقطعًا يوضح مراحل وطريقة صنع هذا القميص الرخيص. وبهذا فبدلًا من أن يدفع الناس نقودهم لشراء الملابس فإنهم يبادرون بالتبرع لدعم قضية شفافية المصانع بنشرها مراحل التصنيع الكاملة. حصد المقطع 7.9 مليون مشاهدة. نُشِر الفيلم الخاص بالحملة في 22 أبريل 2018 وكُرم بجائزة أفضل فيلم في مهرجان أفلام الموضة في ميلان، وحقق 54 ألف مشاهدة.
نتيجةً لانتشار هاشتاغ «من صنع ملابِسي؟» ازداد الوعي العام المتعلق بإدارة مصانع الخياطة. واستجابت عدة شركات للحملة وبدأت تزيد من الشفافية في توضيح مراحل العمل. دليل الشفافية الذي أُطلِق عام 2018 عُدَّ فرصة للشركات العالمية لتغيير سياسة عملها. بحلول يونيو 2018، كشفت 172 شركة في 68 دولة عن المعلومات المتعلقة بمراحل التصنيع والتوزيع خلال سنين عملها. استجابةً لهاشتاغ الحملة بلغ عدد الشركات التي كشفت عن تفاصيل مراحل التصنيع والتوزيع نحو 3800 شركة عالمية، استخدمت مواقع التواصل الاجتماعي لتوضيح التفاصيل المطلوبة المتعلقة بالتوزيع والعمالة.

### #بالمقلوب
بعد 6 أشهر من إطلاق الهاشتاغ الأول، انطلق الهاشتاغ الثاني «بالمقلوب» الذي تصدر المواضيع الأكثر انتشارًا على تويتر بمشاركة العديد من المشاهير على منصات التواصل الاجتماعي منهم كريستي تورلينغتون وليفيا فيرث وأمبير فاليتا، إذ نشروا الهاشتاغ على منصاتهم الشخصية في مواقع التواصل الاجتماعي. الهدف الرئيسي من الهاشتاغ هو تشجيع الأشخاص على ارتداء ملابسهم بالمقلوب لإظهار العلامة التجارية الخاصة بها ومعرفة أين صُنعت. وعرضت مجلة فوغ البريطانية موضة الشارع في 24 أبريل 2014.

### #البديل
عام 2015، أُطلق الهاشتاغ الجديد: «البديل»، حركة جديدة تنشر فكرة استدامة الموضة بتشجيع الأفراد على ارتداء ملابسهم القديمة أو شراء الملابس المستعملة لتقليل الحاجة إلى صناعة المزيد، لتوضيح تأثير صناعة الموضة في البيئة. شملت الحملة عدة جوانب هي:
- قصة حُب: عُد إلى حب الأشياء التي امتلكتها سابقًا.
- معطوب وجميل: مُشاركة قصة عن قطعة ملابس مُحددة كنت تحبها، لحق بها الضرر لسبب ما لكن ستستمر في حبها والاعتزاز بها.
- إصلاح الملابس: اجعل ملابسك تستمر فترةً أطول باستبدال بعض أجزائها عند الحاجة.
- محلات الملابس المُستعملة: ارتد الملابس التي تحب بنسبة قليلة من سعرها الأصلي بشرائها من محلات بيع الملابس المستعملة.
- تبادُل: بادِل ملابسك مع صديق لك.
- اصنعها بنفسك: غيّر من مظهر ملابسك بقصها وخياطتها مجددًا لتجديد شكلها أو تزيينها بقطع جديدة أو صبغها بألوان أخرى.
- قديم: ارتداء الملابس القديمة الكلاسية يُعطيك مظهرًا فريدًا ويشجعك على ارتداء الملابس القديمة والحفاظ عليها وقتًا أطول.
- بطيء: تعزيز قيمة وجمال الملابس المصنوعة يدويًا.

شارك العديد من المدونين على منصة يوتيوب في الحملة وروجوا لشراء الملابس المستعملة. بمشاركة صحيفة ديلي تيليغراف، صور المُشاركون في الحملة العديد من المقاطع في أثناء تسوقهم من محلات الملابس المستعملة واستخدامها بديلًا لشراء الملابس الجديدة. من ضمن المشاركين: مارزيا جيلبيرغ وكوني غلين وبيب لينغ وريتشل مير ومايا واشنطن، إذ حصلت مقاطع الفيديو الخاصة بهنّ مُجتمعةً على مليوني مشاهدة. أطلقت الحملة أيضًا عدة فعاليات تضمنت زيارة عدد من محلات الملابس المستعملة في مدن محددة. في نوفمبر 2019، تعاونت الحملة مع سُفراء جامعة غلاسكو-كلايد لاصطحاب الطلاب في رحلات متعددة إلى محلات بيع الملابس المستعملة.

## دليل الشفافية
يُعَد دليل الشفافية تصنيفًا لشركات الموضة العالمية فيما يتعلق بالمعلومات التي توفرها من طريق الاستبيانات العامة. أُطلقت النسخة الأولى سنة 2016 بالتعاون مع الموقع المُختص بأخلاقيات المُستهلك خلال أسبوع ثورة الموضة. شملت الطبعة الأولى 40 شركة من العلامات التجارية اعتمادًا على رقم الأعمال السنوي. تتلقى العلامات التجارية نقاط من المعلومات المتاحة للعموم في موقع العلامة التجارية، من طريق التقارير المنشورة سنويًا. اعتمد التقييم على عدة معايير مُتمثلة بسياسة العمل والالتزام وإمكانية الحصول على المعلومات وكيفية الإدارة وغيرها.

## منشورات ومدونات ثورة الموضة
نشرت المؤسسة العديد من المطبوعات كالكُتيبات والبطاقات والمنشورات في الشوارع وعبر مواقع التواصل الاجتماعي، حثت المواطنين والشركات والتجار والموزعين والمزارعين والمنتجين والمصانع حول العالم على اتخاذ الإجراءات المناسبة، ومنها:
كيف تكون ثائرًا في مجال الموضة؟ نُشِر سنة 2015
مجموعة من الأفكار المُلهِمة التي تُشجع الفرد على الحديث واستخدام قدراته لإحداث التغيير في مجال الموضة. نُشر في المعرض الخاص بالحركة وعُرض على شاشات الجامعات في المملكة المتحدة.
حان وقت ثورة الموضة، نُشِر سنة 2015
أشار إلى أهمية الشفافية في مجال الموضة باستعراض مراحل التصنيع من الخطوة الأولى وحتى الأخيرة.
دليل الشفافية في صناعة الموضة، نُشِر عامي 2016 و2017
صنف الدليل 40 شركة من شركات الموضة العالمية في العام الأول و100 شركة في العام الثاني، إذ اعتمد التصنيف على درجة شفافية هذه الشركات في نشر المعلومات والإجابة عن الأسئلة المتعلقة بمراحل التصنيع.
المال والموضة والقوة، نُشِر سنة 2017
مجلة مُصغرّة ضمّت عددًا من القصائد الشعرية والرسوم والصور والتصاميم إضافةً إلى المقالات، في 72 صفحة. شملت عددًا من الحقائق الخفية عن التبضع وتسعير المنتجات والقوة الشرائية للمستهلك. طُبِعَت في نسخ قابلة للشراء ونُشِرَت مجانًا على الإنترنت.
الاهتمام بالملابس يُبقيها وقتًا أطول، نُشِر عام 2017
مجلة مُصغرة تضمنت مقابلات مع المُختصين في مجال الاستهلاك بالجُملة في مجال الموضة، بلغ عدد صفحاتها 124 صفحة. تهدُف إلى إرشاد المُستهلكين إلى شراء ملابس أقل والاهتمام بما يمتلكون من ملابس لجعلها قابلة للارتداء وقتًا أطول.
السلسلة الإذاعية ثورة الموضة، بُثَّت سنة 2017
27 دقيقة من إعداد الصحفية الدولية المُختصة بالموضة تازمِن بلانتشرد، تحدثت عن أهمية الاستدامة والأخلاقيات وشفافية التعامل في مجال صناعة الموضة، واستضافت عددًا من الباحثين وخُبراء التصنيع وعُمال الخياطة والسياسيين والناشطين المدنيين.
يوميات عُمّال الخياطة، نُشِر عامي 2017 و2018
بمشاركة المشروع المُختَص بتمويل ذوي الدخل المنخفض دون الحاجة إلى اللجوء إلى القروض المصرفية، أمضى المشاركون سنةً كاملة في زيارة معامل الخياطة في الهند وبنغلاديش وكمبوديا بهدف معرفة رواتبهم ومُشترياتهم وكيفية إمضاء وقتهم خلال اليوم إضافةً إلى التعرف على أوضاع عملهم ومحيطه. نُشِرَت الأبحاث والمقالات بهدف دعم التغيير في الاستهلاك وتعامُل الشركات الكبرى إضافةً إلى تعديل سياستها بما يُساهم في تطوير أوضاع العمال فيما يتعلق بالمعيشة وظروف العمل.

## مُشاركة الحملة مع أعضاء المدارس والجامعات
تضمنت الحملة نشاطات عدة واختبارات وأساليب تثقيفية لطلاب ومدرسي الجامعات والمدارس نُشِر سنة 2014، وسنة 2015 نُشِر المزيد لكن بمحتويات مُتباينة للأعمار المُختلفة، فمثلًا اختلفت المنشورات التي وُزعت على الطلبة بعمر 16 عامًا عن المنشورات الموزعة على طلاب الجامعات. تُرجِمت المنشورات إلى عدة لغات منها الإسبانية والفنلندية.
ولتشجيع الطُلاب على البحث والاستقصاء عن الحملة والمُشاركة فيها، نُشِرت عدة مجلدات تضمنت أسئلة طُوّرت مرارًا مثل:
- مقدمة عن ثورة الموضة/عرض تقديمي (للمستوى الابتدائي والجامعي).
- تصميم منشور خاص بالحملة (للمستوى الابتدائي والجامعي).
- ماذا يمكنني أن أعرف عن ملابسي؟ (للمستوى الابتدائي).
- رسالة إلى الشخص الذي صنع ملابسي (للمستوى الابتدائي).
- معرفة المزيد عن ملابسي وكتابة رسائل للشركة المصنعة (للمستوى الثانوي والتعليم الإضافي).
- لعبة الورقة الرابحة (للمستوى الثانوي والجامعي).
- ماذا يقول سروال الجينز الخاص بي عن عمال الخياطة؟ (للمستوى الثانوي والجامعي).
- التقط صورة شخصية وأرسلها للشركة المصنعة (للمستوى الثانوي والجامعي).
- الاختبار السنوي الخاص بثورة الموضة (للمستوى الابتدائي والجامعي).
- الصورة الحيّة (المستوى الجامعي).

نُشر في يوليو 2015 العديد من المنشورات التي أظهرت دعم الطلاب والأساتذة للحملة، ونُشرت الصور الخاصة بهم على منصة بنترست لإلهام وتشجيع المزيد للانضمام والمشاركة.
عُقدَت 3 جلسات في المؤتمر السنوي الخاص بالجمعية الجغرافية الملكية في لندن بمشاركة العديد من الأكاديميين والناشطين المدنيين في أغسطس 2016، شملت الجلسة الأولى حديثًا عن التواصل بين المُنتِجين والمُستهلكين، أما الثانية فكانت عن الإصلاحات بعيدة المدى في مجال الموضة، ودارت الجلسة الثالثة حول تشجيع الجماهير على المشاركة في الحملة.
أطلقت الحملة سلسلة من المحاضرات التفاعلية عبر الإنترنت مجانًا مدة 3 أسابيع خلال شهري يونيو ويوليو 2017 بالتعاون مع جامعة إكزتر البريطانية، شارك فيها أكثر من 8000 شخص حول العالم، تحدث فيها الفريق عن الرواتب والأوضاع المعيشية الخاصة بعمال الخياطة.
انطلقت سلسلة جديدة من المحاضرات التفاعلية عبر الإنترنت في مايو 2020، تحدث فيها الفريق هذه المرة عن مجال الموضة وطريقة عمله وكيفية التفاعل معه وأهمية تأثيره، وأن للإصلاحات المطلوبة علاقة مباشرة بالملابس التي نرتديها.

## الانتقادات
واجهت المنظمة العديد من الإنتقادات من قِبل شركات الموضة الشهيرة عام 2016 فيما يتعلق بطريقة الاستجواب التي أطلقتها بالتعاون مع الموقع المُختص بِأخلاقيات الاستهلاك، بشأن دليل شفافية المصانع للإفصاح عن تفاصيل التصنيع الكاملة. شمِل الدليل تقييمًا لمستويات الشفافية ودعم حقوق العاملين في مختلف مصانع الشركات وفقًا للمعلومات المنشورة، كذلك الاستبيانات التي أجابت عنها الشركات. نُشِرَ لاحقًا مقال تحدثت فيه مؤسسة الحملة كاري سومرز عن موجة الانتقادات التي تعرضت لها، وأوضحت أن ذلك الدليل ليس لمُحاسبة الشركات بل طريقة لإيضاح المعلومات الأساسية التي يحق للعُملاء معرفتها. ورغم مشاركة الملايين في الحملة وإطلاق العديد من الهاشتاغات الداعمة لها، تمسك المُشككون بآرائهم ولم يعترفوا بتأثيرها في الواقع. كتبت المؤلفة روث ستوكس في صحيفة الغارديان مقالًا عن أن إحداث التغيير العميق في صناعة الموضة يبدأ من طريق الحملات والهاشتاغات عبر مواقع التواصل الاجتماعي، لكن يجب أن تكون الخطوات القادمة أكبر من ذلك.